# 科英布拉集團
科英布拉集團（Coimbra Group，簡稱CG）成立於1985年，是由40個歐洲大學構成的大學網絡，其中不乏許多歐洲最古老及最富聲望的大學，素有歐洲常春藤聯盟之稱。此集團得名於葡萄牙的科英布拉大學，這是歐洲最古老的大學之一。

## 目標
- 在尊重各校的文化、民族性及學術自由的前提下，藉著教員與學生的交流，促進各成員學校間的知識傳遞。
- 與歐盟合作，參與或組織歐盟的高等教育及研究計畫。
- 為歐洲高等教育做出貢獻，並促進各成員學校採行其品質保證機制。
- 作為歐洲高等教育發展的驅力，並促進其成員在高等教育及研究領域的技能。
- 為其成員與歐盟機構提出關於高等教育的建言，例如資訊科技在教學上的應用，或終身學習等等。
- 鼓勵各成員之間的文化、社會及體育活動合作。
- 使科英布拉集團成為世界性的卓越學術集團，以吸引學生，並鼓勵成員間的學術互動。

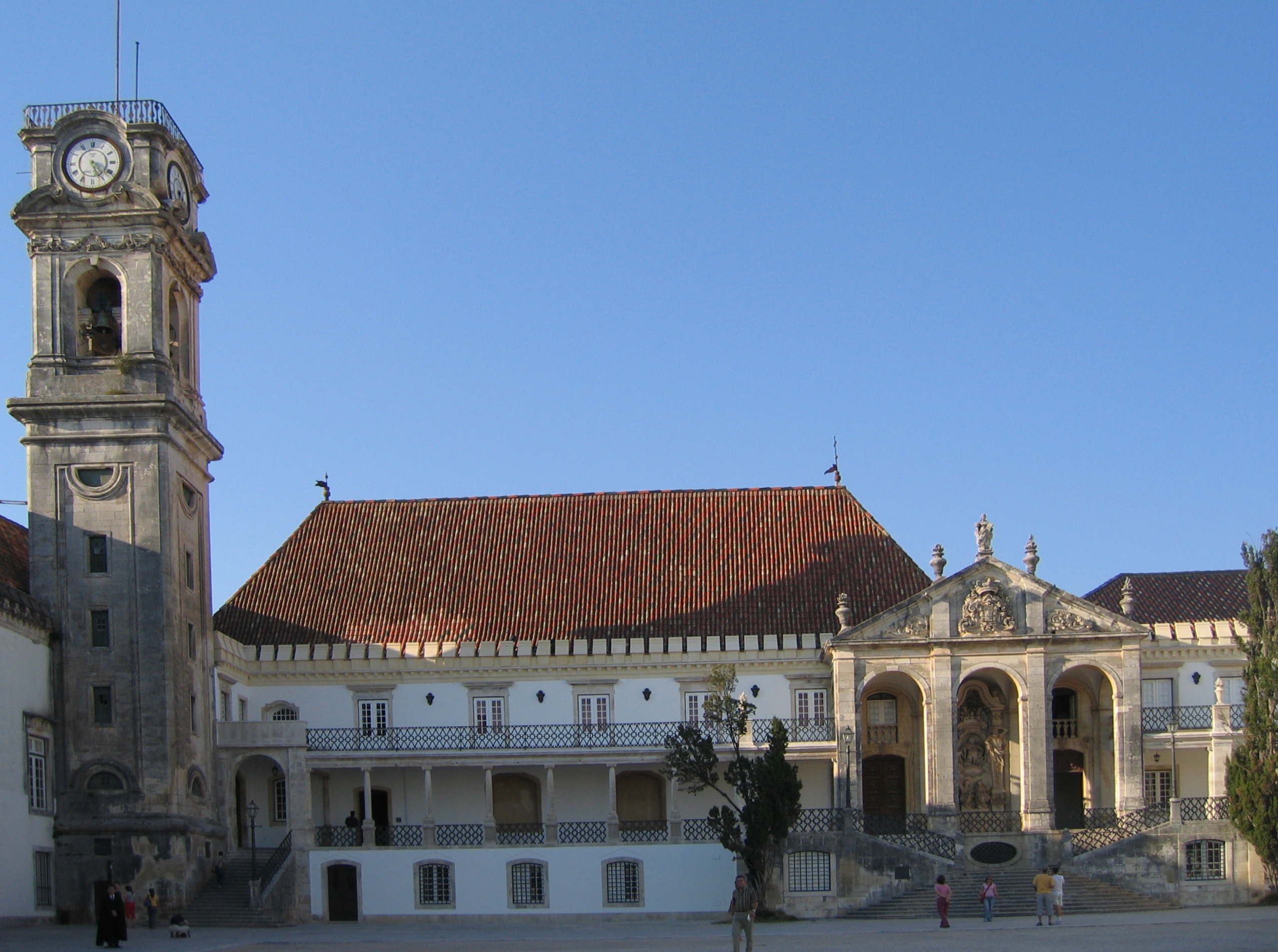
该集团得名于葡萄牙科英布拉及其大学

## 成員
| 奥地利 - 格拉茨大学 比利时 - 荷语天主教鲁汶大学 - 法语天主教鲁汶大学 捷克 - 布拉格查理大学 丹麦 - 奥胡斯大学 爱沙尼亚 - 塔尔图大学 芬兰 - 奥布学术大学 - 图尔库大学 法國 - 蒙彼利埃大學 - 普瓦捷大學 德国 - 哥廷根大學 - 海德堡大學 - 耶拿大学 - 维尔茨堡大学 - 科隆大学 希腊 - 塞薩洛尼基亞里士多德大學 匈牙利 - 罗兰大学 爱尔兰 - 爱爾蘭國立大學戈爾韋 - 都柏林圣三一大學 |  | 義大利 - 博洛尼亚大学 - 帕多瓦大學 - 帕維亞大學 - 錫耶納大學 荷蘭 - 格羅寧根大學 - 萊頓大學 挪威 - 卑爾根大學 波蘭 - 雅盖隆大学 葡萄牙 - 科英布拉大學 俄羅斯 - 圣彼得堡国立大学 羅馬尼亞 - 亚历山德鲁伊万库扎大学 西班牙 - 巴塞罗那大学 - 格拉纳达大学 - 薩拉曼卡大學 瑞典 - 烏普薩拉大學 瑞士 - 日內瓦大學 土耳其 - 伊斯坦布尔大学 英国 - 布里斯托尔大学 - 愛丁堡大學 - 杜伦大学 立陶宛 - 维尔纽斯大学 |

## 前成员
| 法國 - 里昂大学 - 卡昂-诺曼底大学 英国 - 牛津大学 - 剑桥大学 |

## 外部連結
- 科英布拉集團官方网站 （页面存档备份，存于）